# جوسيب ميركالي
جوسيب ميركالي (21 مايو 1850-19 مارس 1914) كاهناً كاثوليكياً وعالم زلازل ولد في مدينة ميلانو الإيطالية تخصص جوسيب ميركالي في علم البراكين وعلوم الحياة وكان يُدرّس في عدد من الجامعات الإيطاليّة، اشتهر بمقياس ميركالي الخاص بالزلازل الذي لا يزال يُستخدم حتى اليوم.والذي يعتمد في قياس الزلازل على قوة تأثير الاهتزاز ومستوى الأضرار التي يخلفها وفق سلم تتراوح درجاته بين 1 و12 درجة.

## الحياة العملية
- مديرا لمرصد فيزوفيوس، وهو المعهد البركاني الأقدم في العالم والذي تأسس في العام 1841.
- درّس في العدد من الجامعات الإيطاليّة.[2]

## أنظر أيضأ
- مقياس ميركالي